# 1937年皇位繼承法令
《1937年皇位繼承法令》（英語：Succession to the Throne Act, 1937；1 Geo. VI, c.16）是加拿大國會的一項法令，追認加拿大內閣同意英国议会的《1936年国王陛下退位宣言法令》，容許英國國王愛德華八世退位。本法令僅屬象徵性，因為根據《1931年西敏法規》，英國法令獲加拿大內閣的請求和同意後，即可成為加拿大法律。

## 背景
1936年，英國時任國王爱德华八世決定與华里丝·辛普森結婚，但遭受英國和各自治領政府反對。同年12月10日，愛德華簽署退位詔書，並將詔書和公告發給自治領，加拿大總督第一代迪斯梅男爵約翰·布肯及後收到电报。12月11日，英國國會兩院一日內通過《1936年國王陛下退位宣言法令》，愛德華御准法案後，正式退位。根據《1931年西敏法令》，自治領政府請求並批准後，英國國會法令可成為自治領法律。加拿大政府透過加拿大枢密院樞密令，妥為請求並批准《退位法令》成為加拿大法律。澳洲、南非和新西蘭亦有請求。愛德華會同英國樞密院頒令，授權《退位法令》包括自治領。南非議會之後通過《1937年國王愛德華八世陛下退位法令》，追溯佐治六世自1936年12月10日起為南非君主。爱尔兰自由邦未有作出請求，而是透過《1936年行政權力（對外關係）法令》承認退位。

## 加拿大法律
该法令追認加拿大君主繼承次序之修訂，確保與英國和其他自治領的繼承法維持一致。由於愛德華退位之時，退位法令已成加拿大法律，因此不必急於制定和通過本地法律，而總督亦已公告爱德华的胞弟約克公爵阿尔伯特登基为乔治六世。而本法案亦是以乔治六世之名獲御准。憲制專家指出「無論是否有必要，法令主要是展示加拿大與英國在英聯邦內的地位平等，以及加拿大君主制的本國特色」。根據英國國會的《1982年加拿大法令》、加拿大國會的《1982年憲法法令》和現行加拿大法律，加拿大政府不能請求或同意任何英國法令成為加拿大法律。

## 外部連結
- 1937年皇位繼承法令（页面存档备份，存于）
- 第3144號樞密令（页面存档备份，存于）（加拿大當局請求和同意制定英國法律修訂繼承法）
- 1936年國王陛下退位宣言法令（页面存档备份，存于）